# 逆轉王牌
是一部2013年的美國電影，由執導，、主演。

## 劇情
講述一名就讀於普林斯頓大學研究所的學生─瑞奇，為了支付高額學費而參加網路賭博。他深信自己在遊戲中的慘敗是遭人設局，遂親赴哥斯大黎加，意圖查出幕後黑手；而這名操控者正是網路賭博帝國的大亨—伊凡‧布拉克。
布拉克對瑞奇的聰明才智印象深刻，不僅延攬他加入團隊，更親自傳授業務經營之道。起初，瑞奇被金錢與權力所吸引而選擇留下，不久更與布拉克的營運長蕾貝卡‧莎弗蘭陷入愛河，彷彿人生步上巔峰。
然而，當他發現布拉克因多項罪名遭FBI通緝，情勢驟變。FBI威脅瑞奇必須配合調查，以協助逮捕布拉克，而布拉克則計畫將瑞奇推為代罪羔羊。在夾縫中求生的瑞奇，必須在黑白兩道間賭上人生，做出命運的關鍵抉擇—這是一場關乎信任、背叛與求生的終極豪賭。

## 演員
- 飾
- 飾
- 飾
- 飾

## 外部連結
- 開眼電影網上《逆轉王牌》的資料（繁體中文）
- 豆瓣电影上《逆转王牌》的資料 （简体中文）
- 时光网上《逆转王牌》的資料（简体中文）
- AllMovie上的资料（英文）
- 爛番茄上的資料（英文）
- Box Office Mojo上的資料（英文）
- TCM电影资料库上的资料（英文）
- Metacritic上的資料（英文）
- 互联网电影数据库（IMDb）上的资料（英文）